# Dmitri Leontjewitsch Owzyn
Dmitri Leontjewitsch Owzyn (russisch Дмитрий Леонтьевич Овцын; * 1708 auf dem Gut Tscheglowka im Gouvernement Kostroma, Russisches Kaiserreich; † 1757) war ein russischer Marineoffizier, Hydrograf und Polarforscher. Während der Zweiten Kamtschatkaexpedition (auch Große Nordische Expedition genannt) kartierte er die sibirische Küste zwischen den Mündungen des Ob und des Jenissei. Mit Vitus Bering landete er 1741 in Alaska.

## Leben
Dmitri Owzyns entstammte einer alten russischen Adelsfamilie. Er besuchte die Moskauer Schule für Mathematik und Navigation (russ. Школа математических и навигацких наук) und nahm 1725 noch als deren Schüler an der ersten Fernfahrt der noch jungen russischen Flotte nach Spanien und Portugal teil. 1726 trat er in die Kaiserlich Russische Marine ein und wurde bald Adjutant des Hafenkommandanten von Kronstadt Admiral Thomas Gordon (1658–1741).
1733 begann die Zweite Kamtschatkaexpedition unter der Leitung von Vitus Bering. Eine zentrale Aufgabe der Unternehmung war die Kartierung der gesamten russischen Nordküste von Archangelsk bis zur Mündung des Anadyr. Owzyn fiel die schwierige Aufgabe zu, den Küstenverlauf zwischen den Mündungen der großen sibirischen Ströme Ob und Jenissei zu kartieren. Bis zu diesem Zeitpunkt hatte noch kein Schiff die Mündung des Jenissei von Westen über die Karasee kommend erreicht. Owzyn begann seine Fahrt in Tobolsk mit dem Zweimastschoner Tobol, dessen Bau er selbst beaufsichtigt hatte, am 14. Mai 1734. An Bord waren 56 Männer, darunter der Steuermann Dmitri Sterlegow und zwei Geodäten. Über den Tobol und den Irtysch erreichte Owzyn den Ob und begann an dessen Mündung in den Obbusen mit der eigentlichen Arbeit. Die Fahrt nach Norden durch den über 800 km langen Obbusen ging langsam vonstatten, da in kurzen Abständen am östlichen Ufer gelandet werden musste, um die Vermessungen durchzuführen. Für die Kartierung des Westufers war Stepan Murawjew zuständig, der aber 1736 durch Stepan Malygin ersetzt wurde. Am 5. August bei 70° 4′ Nord verlor die Tobol auf einer Sandbank ihr Ruder. Zur Reparatur und zur Überwinterung musste die Expedition umkehren und nach Obdorsk zurückfahren.
1735 waren die Eisverhältnisse deutlich komplizierter. Erst am 29. Mai konnte die Tobol wieder ablegen. Bis zum 10. Juli kam sie nur auf eine Breite von 68° 40′ Nord. Owzyn wartete hier eine Woche auf die Möglichkeit zur Weiterfahrt und entschied sich dann, den Versuch abzubrechen, weil die Mannschaft unter dem Skorbut litt. Diesmal zog er sich bis Tobolsk zurück, weil hier bessere Chancen bestanden, mit der Krankheit fertigzuwerden und notwendige Reparaturen am Schiff vorzunehmen. Owzyn reiste nach Sankt Petersburg und überzeugte die Admiralität, ihm ein zweites Schiff zur Verfügung zu stellen. Bevor dieses fertiggestellt war, legte er am 23. Mai 1736 erneut ab. Bei deutlich weniger Eis erreichte die Tobol am 5. August den Ausgang des Obbusens in die offene See bei 72° 40′ Nord. Ein weiteres Vorankommen war aber unmöglich, sodass Owzyn sich wieder nach Obdorsk zurückziehen musste. Im Winter fuhr er nach Berjosowo, um seinen Bericht abzuschicken und begegnete dem hierher verbannten Prinzen Iwan Dolgoruki (1708–1739), was Konsequenzen für ihn haben sollte. 1737 war das zweite Schiff, der Ob-Potschtaljon, von Iwan Koschelew fertiggestellt worden. Owzyn stieß diesmal bis auf 74° Nord vor und konnte mit Iwan Koschelew zwischen den Inseln nördlich der Gydan-Halbinsel bis zur Mündung des Jenissei gelangen. Nach einer weiteren Überwinterung kam er 1738 nach Jenisseisk und hatte seine Aufgabe damit erfüllt. Auf dem Weg nach Sankt Petersburg wurde er jedoch von der Geheimpolizei verhaftet. Angeklagt, mit Dolgoruki konspiriert zu haben, wurde er zum gemeinen Soldaten degradiert und nach Ochotsk verbannt. Bering, der hier sein Hauptquartier hatte, machte ihn zu seinem Adjutanten. Mit der St. Peter, dem Flaggschiff der Großen Nordischen Expedition, erreichte er Ende Juli 1741 Alaska. Auf der Rückreise geriet das Schiff in schwere Stürme und lief vor der Beringinsel auf ein Riff. Die von Skorbut schwer heimgesuchte Mannschaft musste hier überwintern. Es kam zu zahlreichen Todesfällen, Bering starb bereits im Dezember. Erst im folgenden Sommer konnten die Überlebenden mit einem aus den Resten der St. Peter gezimmerten Boot nach Kamtschatka übersetzen. Hier erfuhr Owzyn, dass sein Fall überprüft worden und er rehabilitiert worden wäre.
Owzyn kehrte aus Sibirien zurück und ließ sich in den Ruhestand versetzen. Mit seiner Familie zog er sich auf das Landgut Tscheglowka zurück. 1744 trat er jedoch wieder als Kapitän zweiten Rangs in die Baltische Flotte ein und kommandierte während der nächsten 13 Jahre verschiedene Schiffe. Er starb im Sommer 1757.
Nach Dmitri Owzyn sind die Meerenge zwischen der Sibirjakow- und der Oleni-Insel sowie Kap Owzyn der Taimyrhalbinsel benannt. Gleiches gilt für den Owzyn-Nunatak in der Antarktis.